# Éric Bataille
Pour les articles homonymes, voir Bataille (homonymie).
Pas d'image ? Cliquez ici
Éric Bataille  est un pilote de vitesse moto andorran, né le 18 avril 1981. 
Il commence sa carrière en Grand Prix en 2000 en pilote Wild card avec plusieurs participations dans la saison, dont son premier Grand Prix au Grand Prix de Catalogne dans la catégorie 125 cm3 sur Honda. Puis l'année suivante, il réalise une saison entière.

En 2002, il participe à quelques courses en Grand Prix, mais cette fois en catégorie 250 cm3, toujours sur Honda, ainsi qu'en 2003 et 2004, finissant sa carrière en Grand Prix au Grand Prix du Japon, course où il se qualifie, mais ne prendra pas le départ.

Il a marqué 18 points au championnat du monde des pilotes catégorie 125 cm3 et 42 points en catégorie 250 cm3 durant sa carrière.

En 2002, il devient Champion de France Superbike Open catégorie 250 cm3.

## Carrière en Grand Prix
| Année | Cat.    | Équipe          | Moto  | GP | Vict. | Podiums | Poles | Mtour | Pts | Position |
| ----- | ------- | --------------- | ----- | -- | ----- | ------- | ----- | ----- | --- | -------- |
| 2000  | 125 cm³ |                 | Honda | 9  | 0     | 0       | 0     | 0     | 10  | 24e      |
| 2001  | 125 cm³ |                 | Honda | 14 | 0     | 0       | 0     | 0     | 8   | 24e      |
| 2002  | 250 cm³ |                 | Honda | 5  | 0     | 0       | 0     | 0     | 2   | 34e      |
| 2003  | 250 cm³ |                 | Honda | 15 | 0     | 0       | 0     | 0     | 28  | 19e      |
| 2004  | 250 cm³ | Wurth Honda BQR | Honda | 10 | 0     | 0       | 0     | 0     | 12  | 24e      |